# Marty Jannetty
Frederick Marty Jannetty (nascido em 3 de Fevereiro de 1960) é um ex-lutador de wrestling profissional estadunidense, mais conhecido como Marty Jannetty. Ele é bem conhecido por formar o tag team The Rockers com Shawn Michaels de 1985 até 1991.

## Carreira no wrestling
- Heart of America Sports Attractions (1984-1986)
- American Wrestling Association (1986-1988)
- World Wrestling Federation/Entertainment (1988-1996, participações especiais em 2005-2007)
- World Championship Wrestling (1998)
- Extreme Championship Wrestling (2000)